# X-terminal

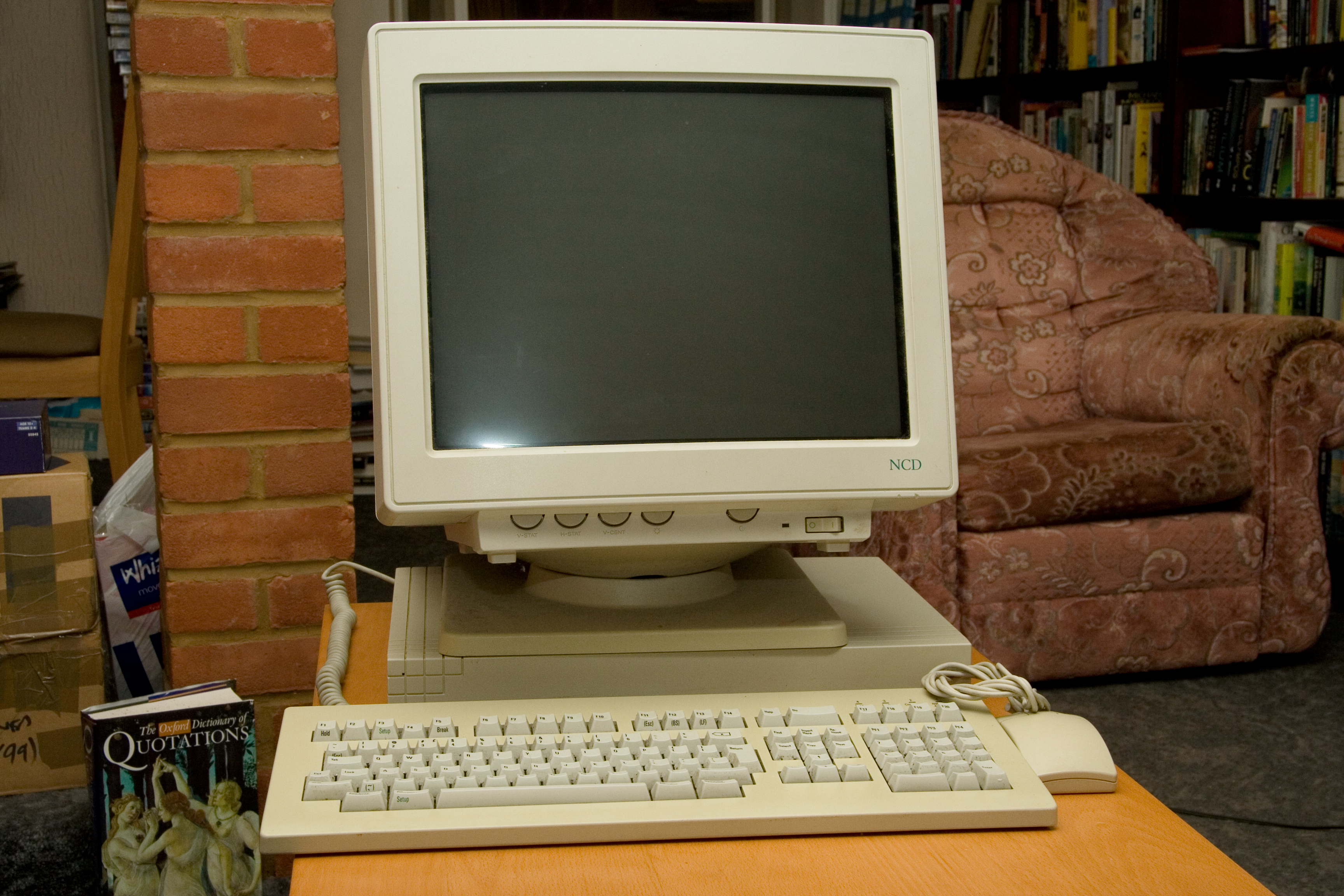
NCD-88k X-terminal

Een X-server draait op de X-terminal en maakt verbinding met de X Display Manager die op een centrale computer draait. In dit voorbeeld draaien de clienttoepassingen (xterm en xedit) op dezelfde computer.

Een X-terminal is een grafische terminal voor X Window System-clienttoepassingen. X-terminals kenden een periode van populariteit in het begin van de jaren negentig, toen ze een goedkoper alternatief vormden voor een volledig Unix-werkstation.
Op een X-terminal draait een X-server. In X11 is het gebruik van "client" en "server" vanuit het oogpunt van de programma's: de X-server levert een scherm, toetsenbord en muis aan clienttoepassingen. De X-server maakt verbinding met een X Display Manager (geïntroduceerd in X11R3) die draait op een centrale machine, met behulp van XDMCP (X Display Manager Control Protocol, geïntroduceerd in X11R4).
Begin jaren negentig boden verschillende computerfabrikanten X-terminals aan, waaronder HP, DEC, IBM, Samsung, NCD en Tektronix.
Thin clients hebben X-terminals verdrongen doordat ze zijn uitgerust met extra flashgeheugen en software voor communicatie met remote desktop-protocollen.